# Pieralberto Carrara
Pieralberto Carrara (Bérgamo, 14 de febrero de 1966) es un deportista italiano que compitió en biatlón.
Participó en cuatro Juegos Olímpicos de Invierno, entre los años 1988 y 1998, obteniendo una medalla de plata en Nagano 1998 en la prueba individual. Ganó cinco medallas en el Campeonato Mundial de Biatlón entre los años 1990 y 1997.

## Palmarés internacional
| Juegos Olímpicos   | Juegos Olímpicos      | Juegos Olímpicos  | Juegos Olímpicos |
| Año                | Lugar                 | Medalla           | Prueba           |
| ------------------ | --------------------- | ----------------- | ---------------- |
| 1998               | Nagano (Japón)        | Medalla de plata  | Individual       |
| Campeonato Mundial |                       |                   |                  |
| Año                | Lugar                 | Medalla           | Prueba           |
| 1990               | Oslo (Noruega)        | Medalla de oro    | Relevos          |
| 1993               | Borovets (Bulgaria)   | Medalla de oro    | Relevos          |
| 1994               | Canmore (Canadá)      | Medalla de oro    | Equipo           |
| 1996               | Ruhpolding (Alemania) | Medalla de bronce | Equipo           |
| 1997               | Osrblie (Eslovaquia)  | Medalla de bronce | Relevos          |